# Utrdbe Hanije
Utrdbe Hanije so vrsta obrambnih zidov in drugih utrdb, ki obkrožajo mesto Hanija na Kreti v Grčiji. Notranje mestno obzidje je bilo prvič zgrajeno v antiki, Bizantinsko cesarstvo pa ga je obnovilo. Zunanje obzidje je v 16. stoletju zgradila Beneška republika. Nekatere utrdbe so bile porušene v 20. stoletju, vendar deli tako bizantinskega kot beneškega obzidja ostajajo nedotaknjeni.

## Zgodovina

### Helenistični in bizantinski zidovi
V antiki je na mestu današnje Hanije obstajalo naselje, znano kot Kidonija. Do helenističnega obdobja okoli 3. stoletja pred našim štetjem, je bila Kidonija obdana z obzidjem. Bizantinsko cesarstvo ga je okrepilo v 6. in 7. stoletju, preden so mesto leta 828 uničili Saraceni.
Sčasoma so Bizantinci ponovno zavzeli mesto in v 10. stoletju zgradili novo trdnjavo na hribu Kasteli, da bi preprečili drugo arabsko invazijo. Nekateri deli bizantinskega zidu še vedno obstajajo v ulici Sifaka.

### Beneško obzidje
Kreto je v 13. stoletju zasedla Beneška republika. Sprva so se naselili znotraj bizantinskega obzidja na hribu Kasteli, vendar se je naselbina sčasoma povečala in izven mestnega obzidja se je razvilo več naselij. Leta 1336 je bilo odločeno, da se okoli njih zgradi obzidje, utrdbe pa so bile dokončane po 20 letih. Obzidje so sčasoma spreminjali in povečali njihovo višino.
Do začetka 16. stoletja je naraščajoče Osmansko cesarstvo postalo velika grožnja za Benečane, zato so se odločili zgraditi nove utrdbe v Haniji, pa tudi v Heraklionu in Retimnu. Dela na novih utrdbah so se začela leta 1536 po načrtu Michela Sanmichelija. Dokončali so jih leta 1568. Gradnja utrdb in trdnjave na Thodorouju je skupaj stala 87.000 dukatov.
Leta 1620 je bila zgrajena trdnjava Firkas za zaščito pristanišča Hanija. Leta 1630 je bilo mesto oboroženo s 319 topovi, 30.695 topovskimi kroglami in 413.274 funti smodnika.

### Osmanska vladavina do danes
Peta osmansko-beneška vojna je izbruhnila, ko je osmanska mornarica prispela pred Kreto 23. junija 1645. Osmani so se najprej izkrcali 25 kilometrov zahodno od Hanije, lokalne oblasti pa so pred njimi pobegnile. Mesto so oblegali 56 dni in je 22. avgusta padlo s prebitjem obzidja na jugozahodu mesta. Po obleganju so Osmani obnovili podrto obzidje, kasneje pa ga posodobili in prenovili. Hanija je ostala pod osmanskim nadzorom do novembra 1898.
Dele obzidja na južni strani je v začetku 20. stoletja porušila Kretska država, saj so omejevali rast mesta. 1. decembra 1913 so v trdnjavi Firkas 1 praznovali združitev Kretske države z Grčijo.

## Opis
Utrdbe Hanije so bile približno kvadratne oblike, vogali pa so bili okrepljeni z naslednjimi bastijoni:
- Bastijon San Salvatore (znan tudi kot Bastion Gritti) na severozahodnem vogalu
- Bastijon San Dimitrio (znan tudi kot bastion Schiavo ali bastion Lado) na jugozahodnem vogalu
- Bastijon Santa Lucia na jugovzhodnem vogalu
- Bastijon Mocenigo (znan tudi kot bastion Sabbionara) na severovzhodnem vogalu

Trdnjava Firkas je v bližini bastijona San Salvatore.
Obrambni sistem je imel tudi troje glavnih vrat:
- Porta San Salvatore na zahodni strani
- Porta Retimiota na južni strani
- Porta Sabbionara na vzhodni strani

Obzidje je bilo visoko do 20 m in obdano z jarkom, ki je bil širok 60 m in globok 15 m.